# Referèndum sobre la Constitució Europea a Espanya de 2005
El diumenge, 20 de febrer del 2005, Espanya es convertí en el primer país de la Unió Europea en el qual se celebrà un referèndum sobre el Tractat que estableix una constitució per Europa signat el 29 d'octubre del 2004 a Roma pels caps d'estat dels estats membres. Abans d'Espanya, Lituània, Hongria i Eslovènia ja ratificaren també la Constitució però ho feren mitjançant una votació parlamentària. Els 21 estats membres restants, tenien un termini que s'allargava fins a l'octubre del 2006 per a ratificar el tractat.
A Espanya el referèndum fou no vinculant, és a dir només de caràcter consultiu com a caràcter previ a la decisió que prendria el parlament, si bé el president del govern, José Luis Rodríguez Zapatero anuncià públicament que el govern acataria la decisió que prengués el poble mitjançant el referèndum.
La pregunta de referèndum fou la següent:
Aprova el Tractat pel qual s'estableix una Constitució per Europa?
El resultat fou una clara victòria del sí (76,73%), però es registrà una abstenció del 57,68%, la més alta en qualsevol cita electoral des del restabliment de la democràcia a Espanya.

## La campanya
Tant el partit de govern (Partit Socialista Obrer Espanyol), com el principal partit de l'oposició (Partit Popular) advocaven per una la votació favorable al referèndum. També donaven suport al sí Convergència i Unió i el Partit Nacionalista Basc així com els dos sindicats majoritaris, Unió General de Treballadors i Comissions Obreres, i la patronal. Els partits que donaven suport al no foren Izquierda Unida, Esquerra Republicana de Catalunya, Iniciativa per Catalunya Verds, Partit Aragonesista i Eusko Alkartasuna.
El més descriptiu de la campanya fou l'apatia que provocà a la població el Tractat Constitucional i el desconeixement general del mateix que quedà palès en una enquesta del CIS que revelà que el 90% dels espanyols tenia cap o poc coneixement sobre el text que se sotmetia a referèndum. Per a combatre-ho el govern encarregà una campanya de publicitat en la qual personatges coneguts llegien alguns fragments de les parts primera i segona del tractat tant a la televisió, radio, premsa i publicitat estàtica. A més es distribuïren 5 milions de còpies del tractat (sense els annexos) amb la premsa del diumenge. Aquest desinterès i desconeixement feia preveure, com acabà succeint, una escassa participació.
A finals de gener, algunes entitats que feien campanya pel No, presentaren una queixa davant la Junta Electoral Central sobre la campanya informativa governamental, ja que consideraven que oferia una visió esbiaixada del Tractat.
- El 14 de gener, ERC va demanar a la Junta Electoral Central que prohibís la campanya informativa del govern, ja que la considerava tendenciosa.
- El 19 de gener, el Centre d'Estudis Jurídics Tomás Moro i el col·lectiu Una altra democràcia és possible s'incorporaren a la queixa inicial d'ERC.

En resposta a aquestes queixes, la Junta Electoral ordenà que la campanya governamental fos només informativa i prohibí alguns dels eslògans electorals:
La campanya que ha de dur a terme el govern, en tant que part implicada en aquest referèndum, ha d'ésser informar objectivament sobre els continguts del Tractat. […] Tots els judicis de valors i eslògans utilitzats prèviament a la televisió, Internet o altres mitjans (ex: "los primeros en Europa...") que puguin, directament o indirectament, influir en la posició o l'actitud dels ciutadans hauran d'ésser eliminats.
També es presentaren queixes sobre el repartiment dels minuts televisius i radiofònics gratuïts de propaganda electoral, ja que com que els dos partits majoritaris donaven suport al Tractat, el nombre de minuts de publicitat a favor del si era considerablement superior als del no.
Als Països Catalans, els moviments socials i nombroses associacions i entitats de la societat civil prengueren part activa en la campanya i protagonitzaren una campanya pel no molt visible als carrers si bé molt poc visible als mitjans de comunicació.

## Resultats del referèndum

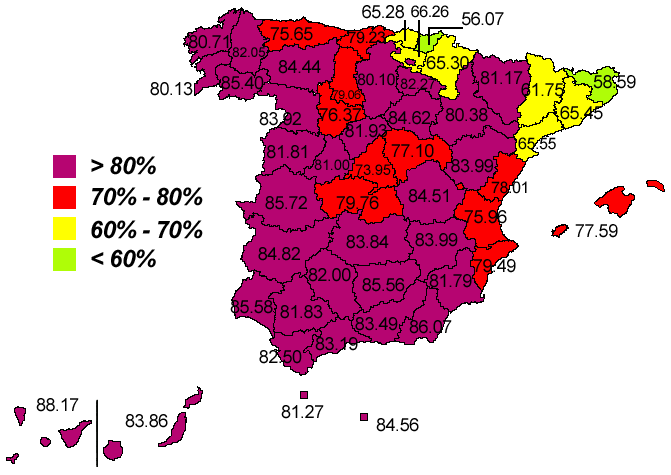
Distribució de vots favorables per províncies.

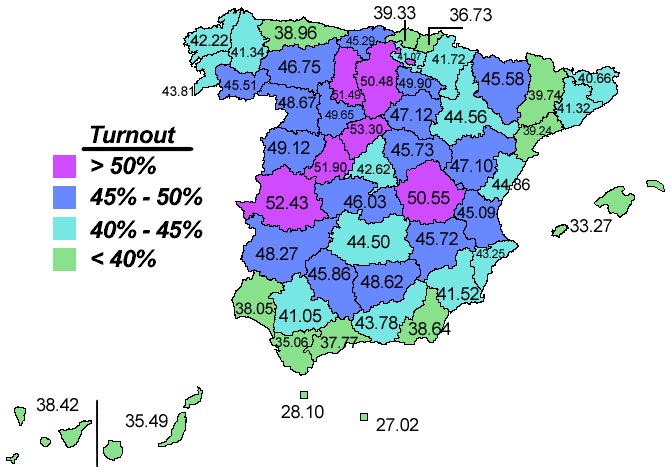
Distribució de la participació per províncies.

Aproximadament tres quartes parts dels electors (77%) van votar a favor de l'aprovació del tractat. Un 17% van votar-hi en contra, i un 6% va fer-ho en blanc. La participació fou del 42%, essent la més baixa mai registrada a l'estat espanyol.
La valoració dels resultats varia notablement i així mentre les forces polítiques que defensaven el Si s'enorgulleixen de la victòria malgrat lamentar l'escassa participació, els partidaris del no es feliciten de l'alta abstenció, que consideren una forma de rebuig i/o desinterès en l'actual projecte de construcció europea, i consideren que amb el suport d'un 33% del total de la població amb dret a vot el govern no té legitimitat suficient per ratificar aquest tractat.
| Vots emesos      | 14.491.752 | 41,77%  |
| Abstenció        | 20.200.739 | 58,23%  |
| Cens electoral   | 34.692.491 | 100,00% |
| Dels vots emesos |            |         |
| Vots vàlids      | 14.367.229 | 99,14%  |
| Vots nuls        | 124.523    | 0,86%   |
| Vots totals      | 14.491.752 | 100,00% |
| Dels vots vàlids |            |         |
| Sí               | 11.057.563 | 76,96%  |
| No               | 2.453.002  | 17,07%  |
| Blanc            | 856.664    | 5,96%   |
| Total            | 14.367.229 | 100,00% |